# Symphonie no 3 de Malipiero
Delle Campane
Pour les articles homonymes, voir Symphonie no 3.

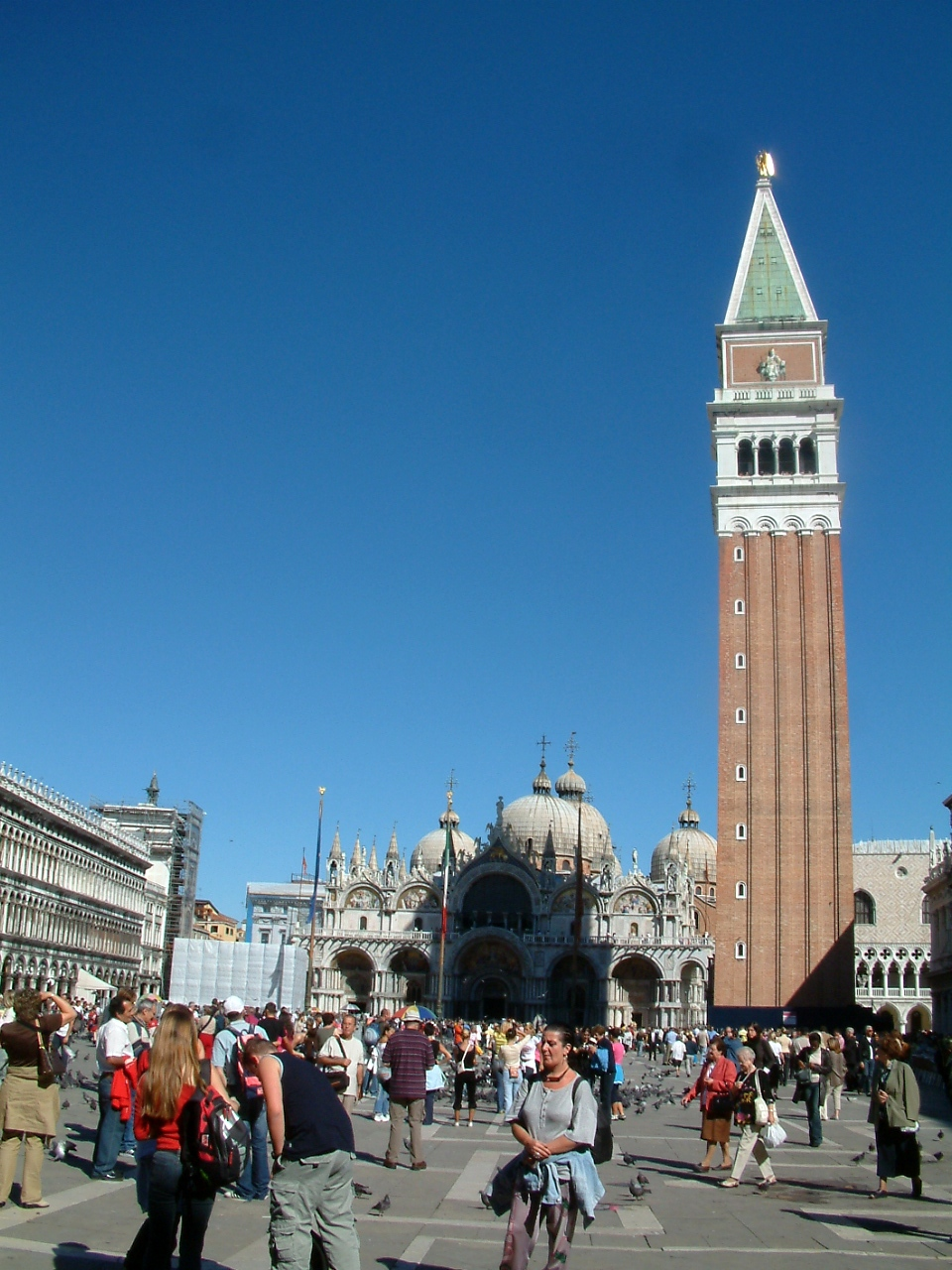
Campanile de Saint-Marc

La Sinfonia no 3 « delle Campane » est la troisième de ses onze symphonies numérotées composées par Gian Francesco Malipiero. Elle a été achevée en février 1945, deux mois avant la fin de la Seconde Guerre mondiale en Italie avec la chute de la République sociale italienne. Elle a été créée le 4 novembre 1945 à Florence, sous la direction d'Igor Markevitch.

## Historique
La composition est inspirée par le carillon du campanile de la basilique Saint-Marc à Venise, où vivait Malipiero. Le finale lugubre reflète la nuit de septembre 1943, lorsque les cloches ont proclamé la fondation de la République sociale. Selon les mots du compositeur, [la symphonie] est reliée à une date horrible, le 8 septembre 1943. Au crépuscule de cette journée inoubliable, les cloches de San Marco ont sonné, mais elles ne pouvaient pas tromper ceux qui connaissaient leur vraie voix. Elles ne sonnaient pas pour la paix, mais pour annoncer de nouveaux tourments et plus d'angoisse.

## Structure
La symphonie dure environ 24 minutes, et elle se compose de quatre mouvements :
1. Allegro moderato
2. Andante molto moderato
3. Vivace
4. Lento

## Enregistrements
- Orchestre symphonique de Moscou (en) — Antonio de Almeida. Marco Polo, 1993 (plus tard republiée par Naxos)